# بيترس هيرفورد
بيترس هيرفورد (بالإنجليزية: Beatrice Herford)‏ هي ممثلة أمريكية، ولدت في 1868، وتوفيت في 1952.

## وصلات خارجية
- بيترس هيرفورد على موقع قاعدة بيانات برودواي على الإنترنت (الإنجليزية)